# Ukraiinska Nazionalna Armija
Die Ukrainische Nationalarmee, kurz UNA (ukrainisch Українська Національна Армія), war ein Verband ukrainischer Freiwilliger, die im Zweiten Weltkrieg auf deutscher Seite gegen die Sowjetunion und für eine unabhängige Ukraine kämpften. Nicht zu verwechseln ist sie mit der ukrainischen Volksarmee, die ebenfalls oft als UNA bezeichnet wird.

## Geschichte
Kurz vor dem Ende des Krieges sahen einige Offiziere und Politiker des Deutschen Reiches die Notwendigkeit, verstärkt ausländische Truppen in den Kampf an der Ostfront einzubinden. So wurde zusammen mit dem Befreiungsrat der Völker Russlands die Russische Befreiungsarmee unter General Andrei Andrejewitsch Wlassow aufgestellt. Aufgrund von Protesten wurden ihm jedoch keine Verbände nichtrussischer Herkunft unterstellt. Zu dieser Armee pflegten Soldaten und Offiziere der UNA keine bis schlechte Beziehungen.
Alfred Rosenberg genehmigte zum Ende 1944 die Bildung des ukrainischen Nationalrates. Dieser Rat willigte am 12. März 1945 ein, aus übrig gebliebenen Soldaten der Ukrainischen Befreiungsarmee, Polizeikräften, Einheiten der Luftwaffe, Flakhelfern sowie der Division Galizien einen neuen Verband zu gründen. Befehlshaber der 50.000 Mann starken UNA wurde General Pawlo Schandruk. Die neuen Soldaten wurden mit Einverständnis der Deutschen nicht auf Adolf Hitler, sondern auf die Freiheit der Ukraine vereidigt. Am 10. Mai 1945 ergab sich die Ukrainische Nationalarmee amerikanisch-britischen Truppen bei Tamsweg und Radstadt im heutigen Österreich.

## Nach dem Krieg
Nach der Kapitulation verlangte General Schandruk ein Treffen mit dem General der polnischen Exilstreitkräfte Władysław Anders in London. Nach dem Treffen setzte sich General Anders bei seinen britischen und amerikanischen Verbündeten für die Nichtauslieferung der ukrainischen Soldaten an die Sowjetunion ein und bescheinigte allen Mitgliedern die Herkunft Galizien. 1947 verließen die Soldaten der UNA die Internierungslager in Norditalien. 1965 wurde General Schandruk von General Anders wegen seiner Leistungen während des Verteidigungskrieges gegen die Deutschen 1939 mit dem polnischen Orden Virtuti Militari ausgezeichnet. Dies wurde in der Sowjetunion wie auch in der Volksrepublik Polen aufs Schärfste kritisiert.
Viele ehemalige Soldaten verließen Italien in Richtung Deutschland. Von dort übersiedelten die meisten nach Amerika, Großbritannien sowie Australien, wo sie bis heute bestehende Veteranenverbände gründeten. Den Gefallenen zu Ehren wurden zahlreiche Denkmäler in der Steiermark, dem letzten Einsatzgebiet der Armee, aufgestellt.